# Catharine Weed Barnesová

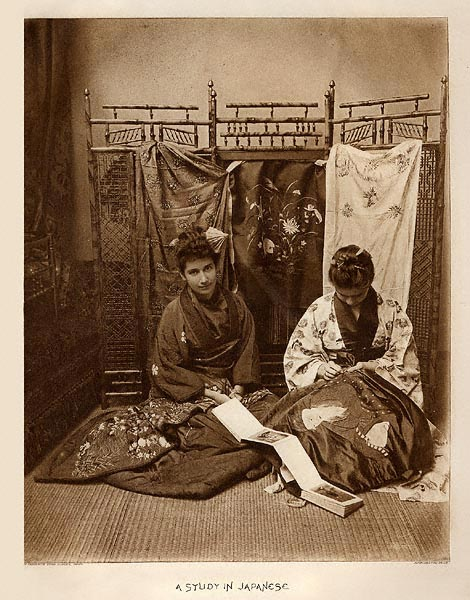
Catharine Weed Barnes, Studie japonštiny, hlubotisk, 1890

Catharine Weed Barnesová (nepřechýleně Barnes; 10. ledna 1851 Albany – 31. července 1913 Hadlow) byla průkopnická americká fotografka, která později žila v Anglii. Velmi podporovala v činnosti ženy – fotografky.

## Životopis
Catharine Weed Barnesová se narodila v Albany v New Yorku, jako nejstarší dítě zámožných rodičů Williama Barnese st. a Emily P. (Weed) Barnesové (dcera politika Thurlowa Weeda). Mezi její sourozence patřil bratr William Barnes junior vydavatel novin a vůdce newyorské Republikánské strany. Navštěvovala Vassar College, ale její čas byl krácen rodinnými povinnostmi. V roce 1872 odjela do Ruska se svým otcem, který byl delegátem mezinárodního kongresu.
Fotografování se věnovala od roku 1886 a v roce 1890 se stala redaktorkou časopisu American Amateur Photographer a přispívala do rubriky „Dámské práce“. Později také přispívala do Frank Leslie's Weekly. Vstoupila do několika asociací, které byly obvykle vyhrazeny pro muže, včetně National Photographers 'Association of America a Camera Club v New Yorku. Její práce, včetně tisků a snímků pro laterny magicy, získala ceny na výstavách amatérské fotografie.
V roce 1892 odcestovala do Británie, aby promluvila na zasedání Fotografické konvenci Spojeného království v Edinburghu. V Londýně potkala Henryho Snowdena Warda, redaktora fotografických časopisů, který se brzy stal jejím manželem. Usadila se v Anglii a spolu s ním editovala v Londýně magazín The Photogram (1894–1905), který pokračoval od roku 1906 jako The Photographic Monthly; (1895–1905), The Process Photogram od roku 1906, jako The Process Engravers' Monthly;; také Photograms of the Year (od roku 1896) a The Photographic Annual (z roku 1908). Důkladné naléhání páru na termín „fotogram“ v těchto titulech, přinejmenším do roku 1906, kdy se klaněli běžnému zvyku, bylo výsledkem jejich přesvědčení, že etymologie „fotografie“ vyžaduje, aby slovo fotografie bylo sloveso, a že produktem aktu fotografie byl fotogram, stejně jako z „telegrafu“ je „telegram“.
Ilustrovala také několik knih svého manžela fotografiemi, které pořídila, včetně Shakespeare's Town and Times (1896), The Canterbury Pilgrimages (1904) a The Real Dickens Land (1904). Během své kariéry přednášela Barnesová na podporu žen ve fotografii a trvala na tom, aby jejich práce byla posuzována podle stejných kritérií jako u mužů.
Catharine Weed Barnesová zemřela v Hadlow v Anglii.

## Dědictví
Barnesová pořídila v průběhu své kariéry asi 10 000 fotografií na skleněné negativy, ale je známo, že se dochovala jen asi pětina. Archivy jejích prací je ve sbírkách Muzea George Eastmana v Rochesteru v New Yorku a Kentské archeologické společnosti v Maidstone v Anglii. Druhá kolekce obsahuje fotografie, které Barnesová vytvořila pro knihy svého manžela.

## Galerie

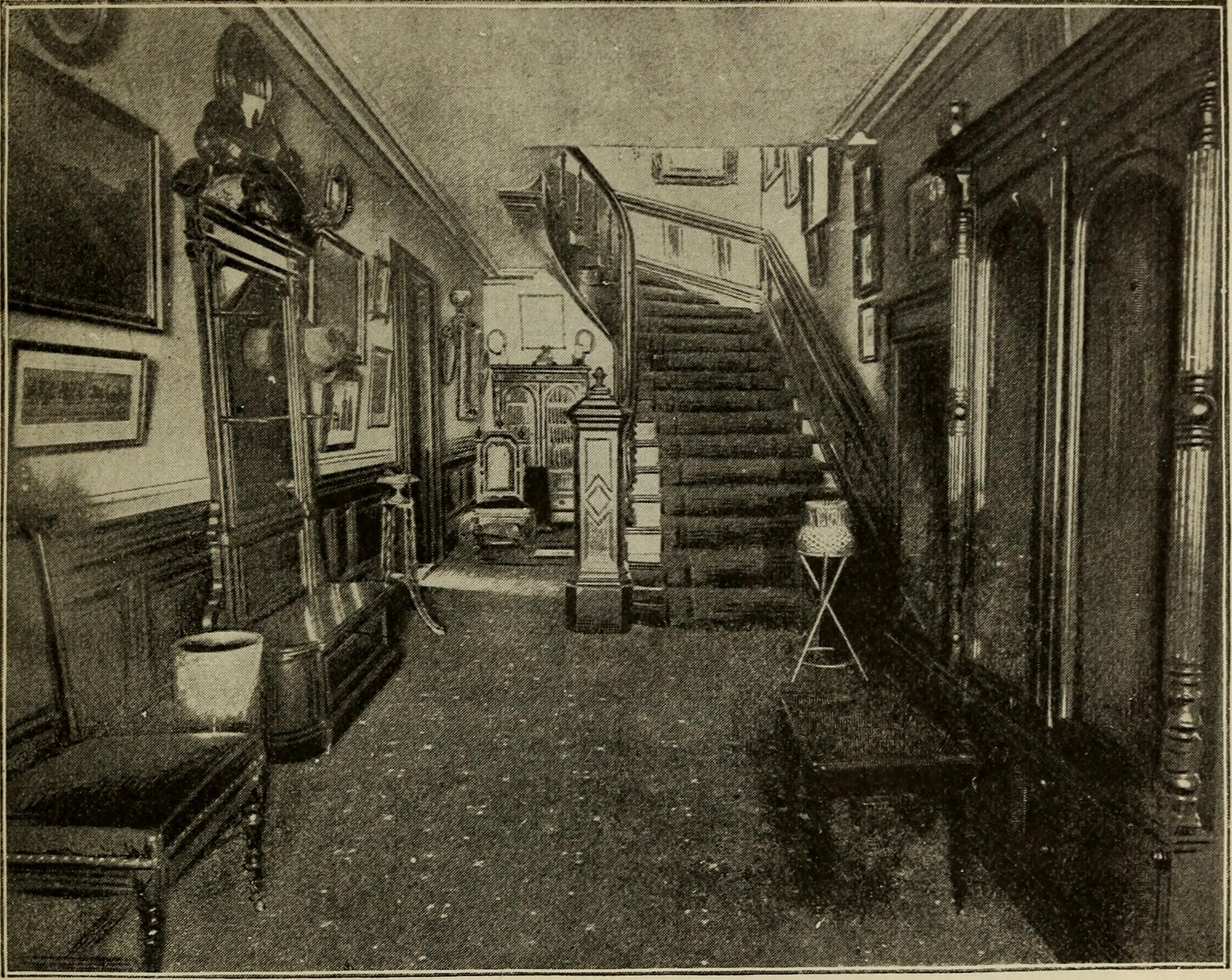
The magazine of American history with notes and queries, 1877
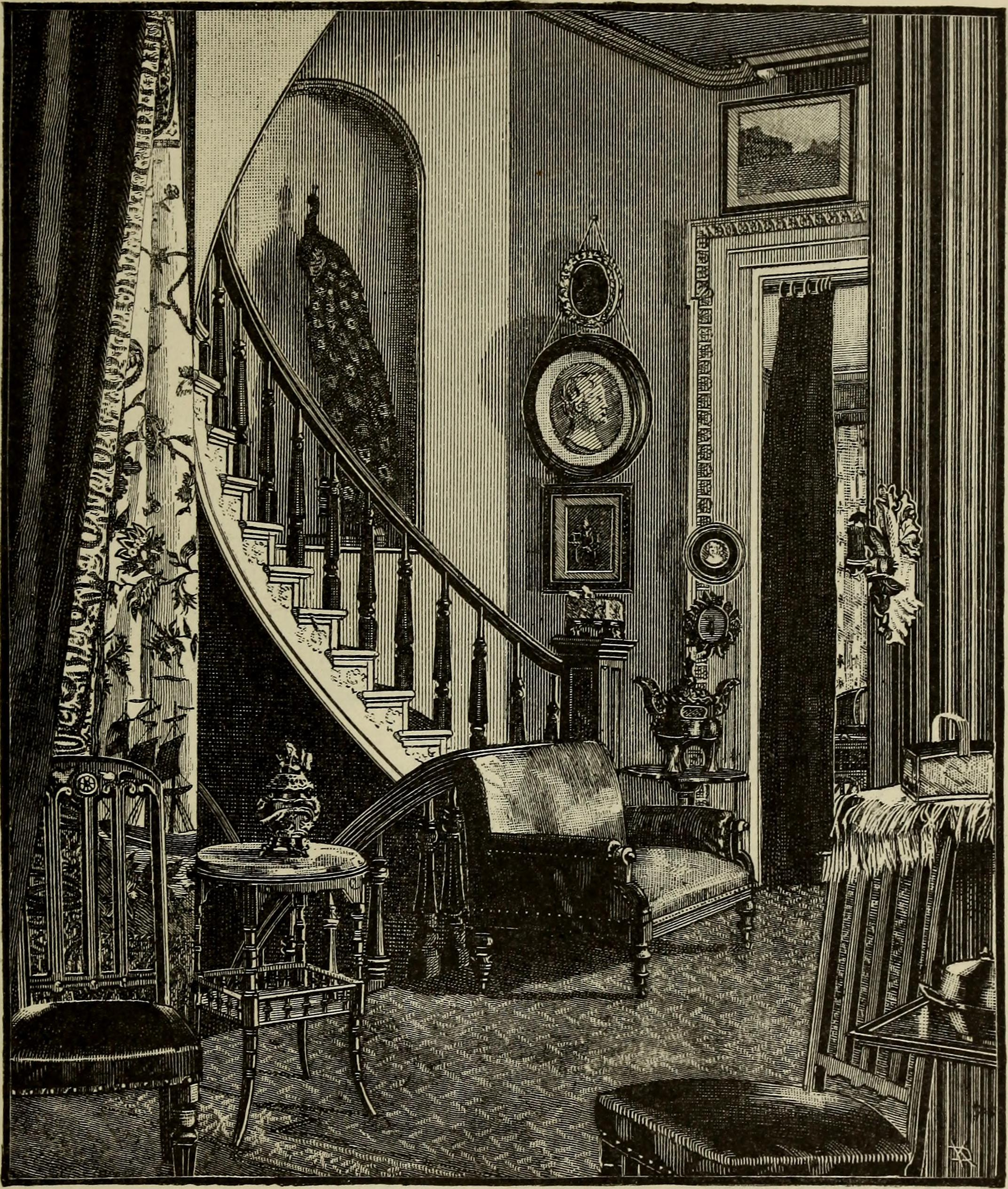
The magazine of American history with notes and queries, 1877
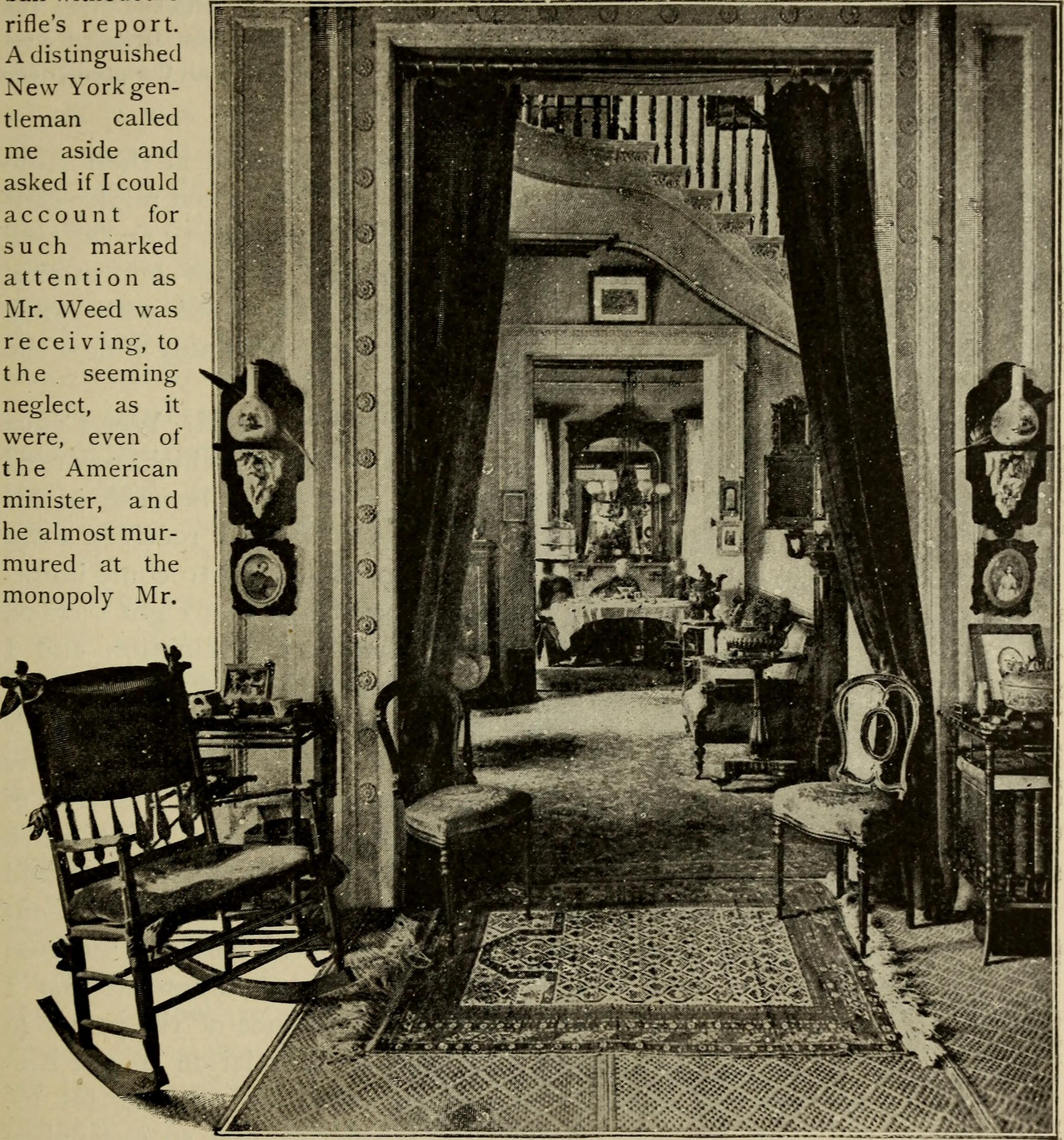
The magazine of American history with notes and queries, 1877
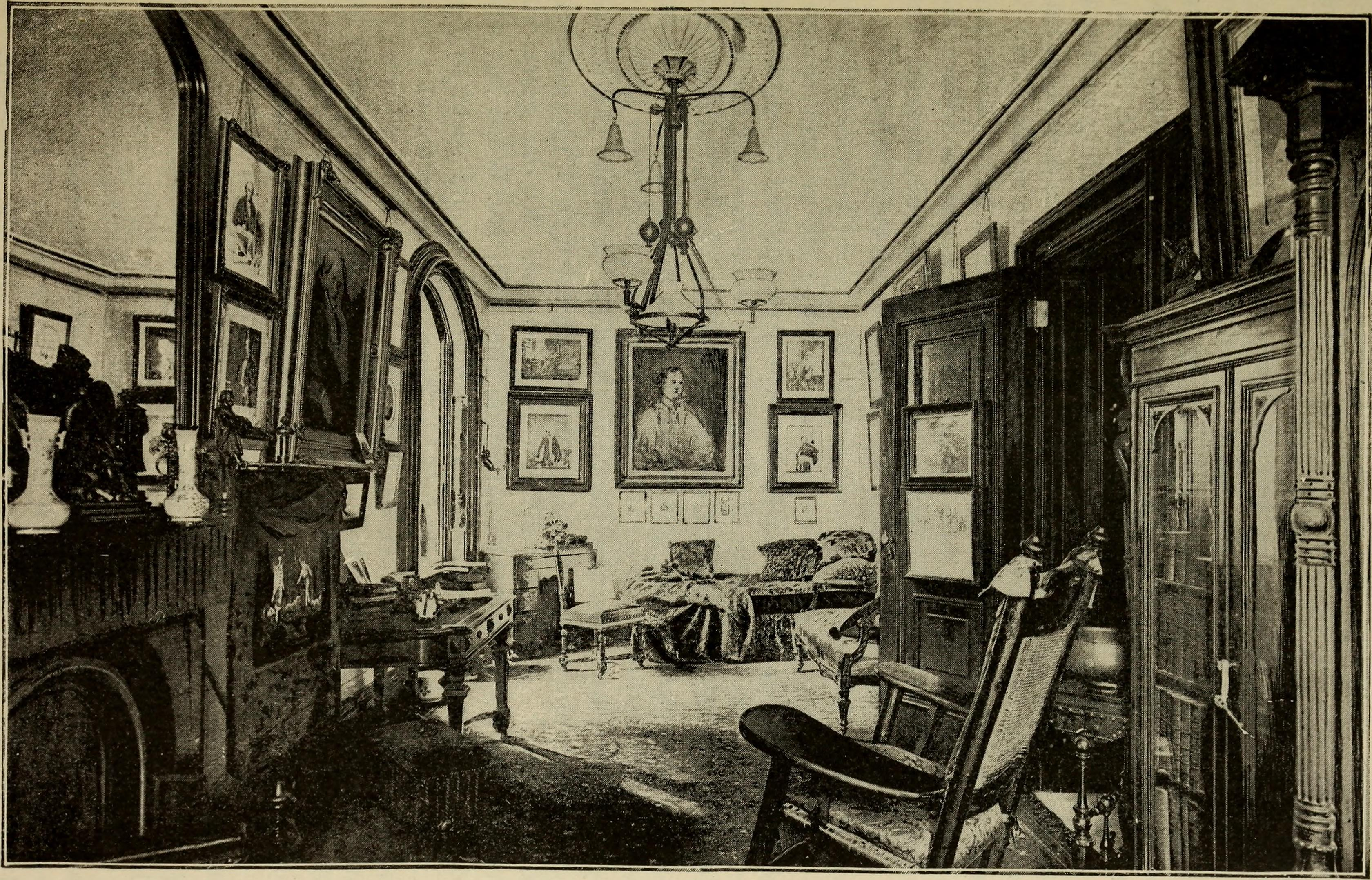
The magazine of American history with notes and queries, 1877